# Simon Karlsson
Simon Karlsson, född 23 juli 1993 i Malmö, är en svensk ishockeyspelare.